# Vogelsang-Warsin

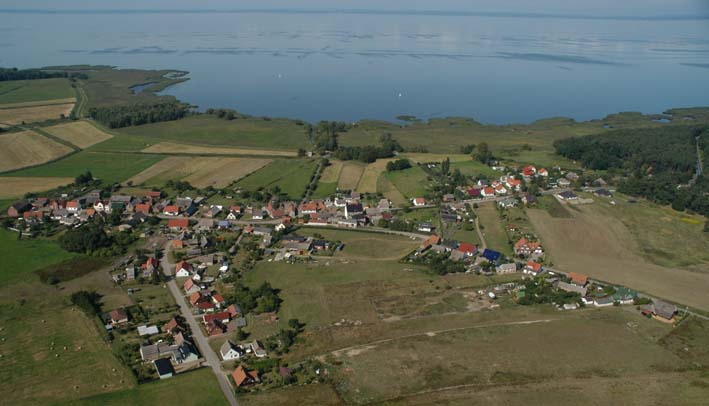
Luftbild Ortsteil Warsin (Blickrichtung Norden)

Vogelsang-Warsin (bis zum 9. Dezember 1995 nur Vogelsang) ist eine Gemeinde im Landkreis Vorpommern-Greifswald im äußersten Osten Mecklenburg-Vorpommerns (Deutschland). Die Gemeinde wird vom Amt Am Stettiner Haff mit Sitz in Eggesin verwaltet.

## Geografie
Die Doppelgemeinde liegt im nördlichen Teil der Ueckermünder Heide, einem ausgedehnten flachen Waldgebiet. Das Westufer des Neuwarper Sees an der Grenze zu Polen ist etwa vier Kilometer von Vogelsang-Warsin entfernt. Warsin, der kleinere der beiden Ortsteile, liegt knapp einen Kilometer nordöstlich von Vogelsang am von Schilf umgebenen Südufer des Stettiner Haffs.
Die nächstgelegene Stadt Ueckermünde ist sieben Kilometer entfernt.
Umgeben wird Vogelsang-Warsin von den Nachbargemeinden Altwarp im Osten, Luckow im Süden, Eggesin im Südwesten sowie Ueckermünde im Westen.

## Geschichte
1324 tauchten die ursprünglich slawischen Ortsgründungen Warsin und Vogelsang in einer Teilungsurkunde zwischen den Geschlechtern von Muckerwitz und von Bröcker auf. Nach Aussterben der Muckerwitzer 1575 fiel ein Teil des Gutes Vogelsang an das Amt Ueckermünde.

Die von Broecker hielten bis zum 17. Jahrhundert den Rest.
Der Dreißigjährige Krieg hinterließ auch in den Dörfern Vogelsang und Warsin eine Spur der Verwüstung. Nach 90 Jahren teilweise in schwedischem Besitz (z. B. Familien von Lilljenström und von Wadenstein) wechselte Vogelsang 1723 als preußisches Lehen an Bernd Friedrich von Enckevort. Die Enckevorts errichteten 1828 die heute unter Denkmalschutz stehende Erbbegräbnisstätte. Eduard Friedrich von Enckevort ließ 1847 das Gutshaus (Schloss) in klassizistischem Stil mit neogotischen Elementen nach Plänen des Berliner Architekten Eduard Knoblauch – einem Schüler Schinkels – erbauen. Die Enckevorts blieben einige Generationen Gutsherren. Der vorletzte Gutsherr Kurt von Enckevort fiel im Ersten Weltkrieg und die Familie musste das Gut Vogelsang vor 1934 verkaufen und konnte nur noch kleinere Nebenbesitzungen leiten. Letzter Grundbesitzer als Fideikommissherr am Ort war Bernd-Bogislav von Enckevort. Nach dem Ersten Weltkrieg wurde das Gutshaus bereits Landschulheim und 1934 ließ Gauleiter Schwede-Coburg ein Schulungslager für Beamte unter seinem Namen einrichten. Nach einem Brand 1936 wurde das Haus vereinfacht wieder aufgebaut. Die neogotischen Elemente (Zinnenbekrönung) wurde beseitigt, das Herrenhaus erhielt ein schlichtes Aussehen.
In Vogelsang und Warsin lebten hauptsächlich Bauern, in Warsin spielte auch die Fischerei eine Rolle. Um die Mitte des 19. Jahrhunderts waren in Vogelsang zwei Handelsschiffe beheimatet. Ende des 19. Jahrhunderts entstanden neben kleinen Handwerksbetrieben auch eine Ziegelei. Vom ehemaligen Rittergut blieb 1939 ein Restgut von 150 ha im bürgerlichen Besitz. Des Weiteren bestanden zeitgleich Höfe der Familien Bars, Feldt sowie in Warsin der Familien Balz, Dittmann sowie Grönow, jeweils um die 20 ha.
Am 1. Januar 1951 wurde Altwarp aus der Gemeinde Vogelsang, in die es am 1. Juli 1950 eingegliedert worden war, wieder ausgegliedert. In den 1990er Jahren entstand auf dem Gelände der ehemaligen Ziegelei eine Einfamilienhaussiedlung.
Durch die Lage am Stettiner Haff sieht man in der Gemeinde weiteres touristisches Potenzial.

## Politik

### Gemeindevertretung und Bürgermeister
Der Gemeinderat besteht (inkl. Bürgermeister) aus sieben Mitgliedern. Die Wahl zum Gemeinderat am 26. Mai 2019 hatte folgende Ergebnisse:
| Partei/Bewerber                     | Prozent | Sitze |
| ----------------------------------- | ------- | ----- |
| Wählergemeinschaft Vogelsang-Warsin | 92,11   | 6     |

Bürgermeister der Gemeinde ist Ingo Grönow, er wurde mit 95,89 % der Stimmen gewählt.

### Wappen
| Wappen von Vogelsang-Warsin | Blasonierung: „In Grün auf einem mit zwei silbernen Wellenleisten belegten blauen Wellenschildfuß eine silberne Feldsteinmauer, in deren Mitte ein zweigeschossiger silberner Turm mit offenem Tor, an den Seiten mit Zierbändern, mit geschweifter schwarzer Haube und von einer schwarzen Spitzhaube nebst silbernem Knauf bekrönten silbernen Laterne; begleitet: rechts von einem silbernen Eichenblatt, links von einer silbernen Getreideähre mit schwarzen Grannen.“ |
| Wappen von Vogelsang-Warsin | Wappenbegründung: In dem Wappen kennzeichnet der Torturm zum einen das unter Denkmalschutz stehende Bauwerk, zum anderen soll er an die von Enkevorts erinnern, die lange Zeit die Entwicklung der Orte bestimmten. Mit dem Wellenschildfuß und den Wellenleisten wird auf die Lage der Gemeinde am Stettiner Haff verwiesen, von der Anzahl der Wellenleisten her zugleich auf die beiden Ortsteile. Das Eichenblatt symbolisiert die auf dem Friedhof stehenden Eichen, die Getreideähre den Haupterwerbszweig der Einwohner, die Landwirtschaft. Das Wappen und die Flagge wurde von dem Sagarder Gerhard Koggelmann gestaltet. Es wurde zusammen mit der Flagge am 7. Juni 2001 durch das Ministerium des Innern genehmigt und unter der Nr. 244 der Wappenrolle des Landes Mecklenburg-Vorpommern registriert. |

### Flagge

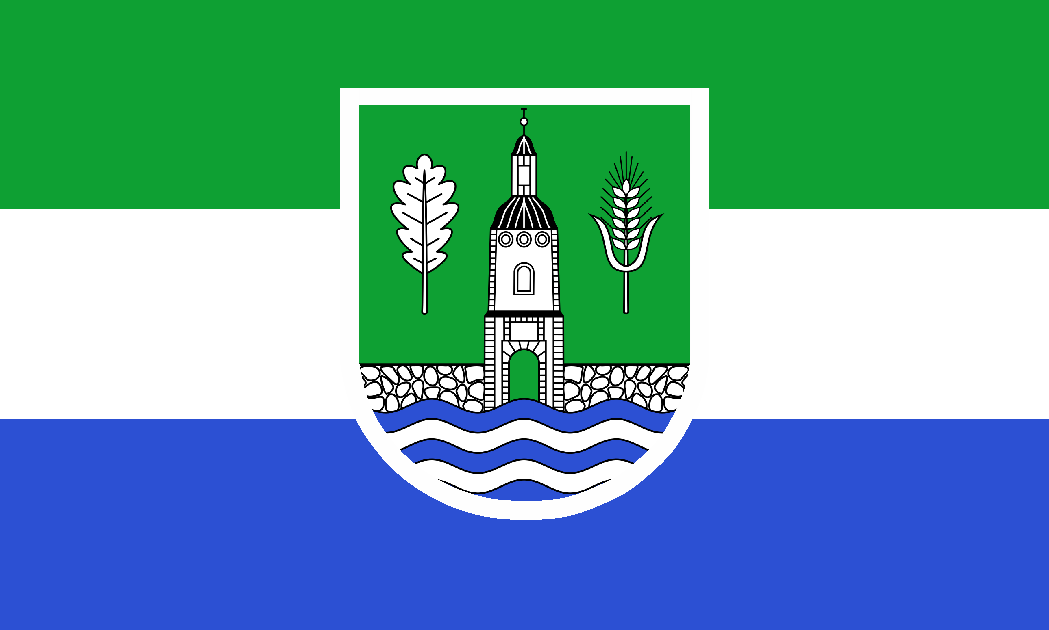
Flagge der Gemeinde Vogelsang-Warsin

Die Flagge der Gemeinde zeigt in drei gleich breiten Längsstreifen die Farben Grün, Weiß und Blau. In der Mitte des Flaggentuchs befindet sich das Gemeindewappen, das zwei Drittel der Flaggenhöhe einnimmt, wobei der obere und untere Teil des Wappens, der in die grüne und blaue Stoffbahn hineinragt, von einem weißen Stabbord umgeben ist. Höhe und Länge des Flaggentuchs verhalten sich zueinander wie 3:5.

### Dienstsiegel
Das Dienstsiegel zeigt das Gemeindewappen mit der Umschrift „GEMEINDE VOGELSANG-WARSIN“.

## Sehenswürdigkeiten
- Schloss mit gut erhaltenem Park (bis 1993 Kinderheim, bis 2007 leerstehend, seit kurzem in der Erschließung als Wohneigentum)
- Erbgrabstätte der Adelsfamilie von Enckevort; der zugehörige Torturm wurde in das Gemeindewappen aufgenommen
- Alte Schmiede

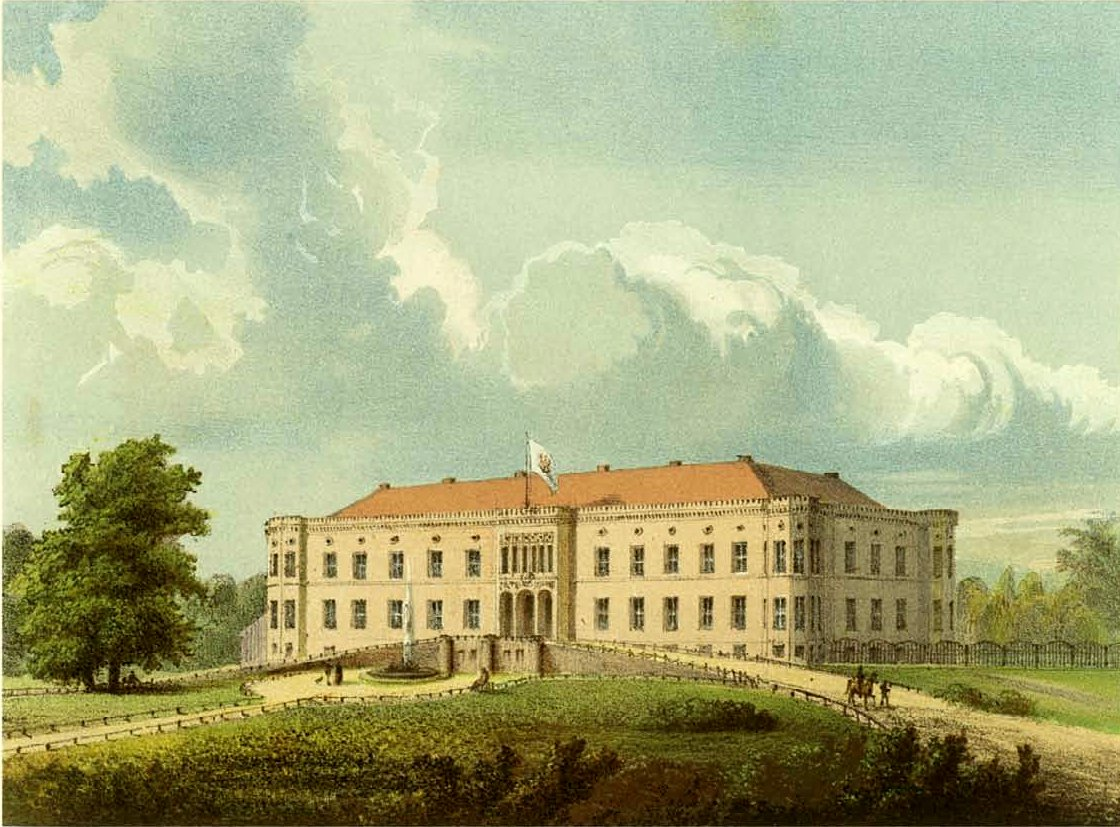
Schloss Vogelsang, um 1857/58 Sammlung: Alexander Duncker
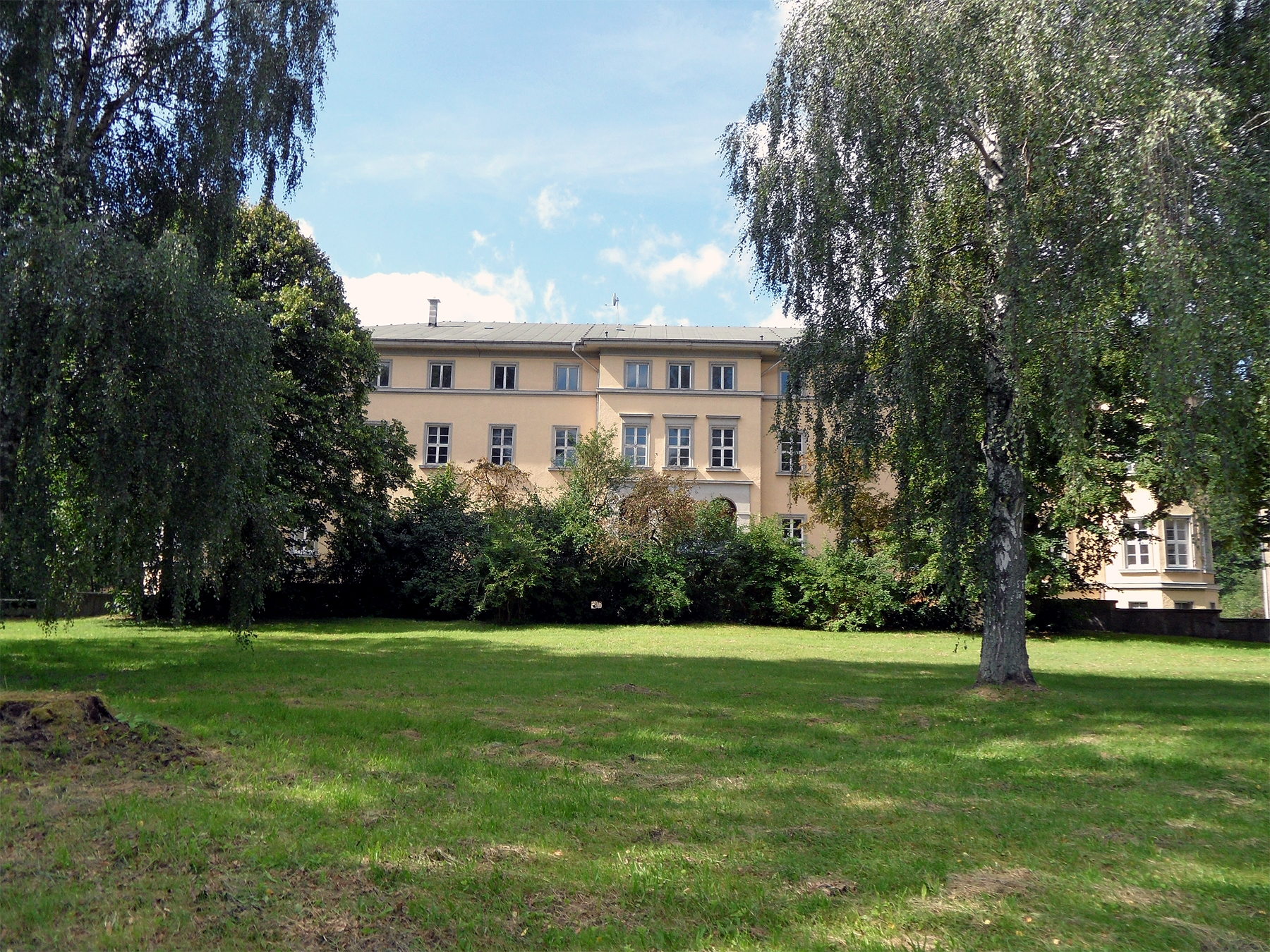
Teilansicht Schloss Vogelsang, 2011
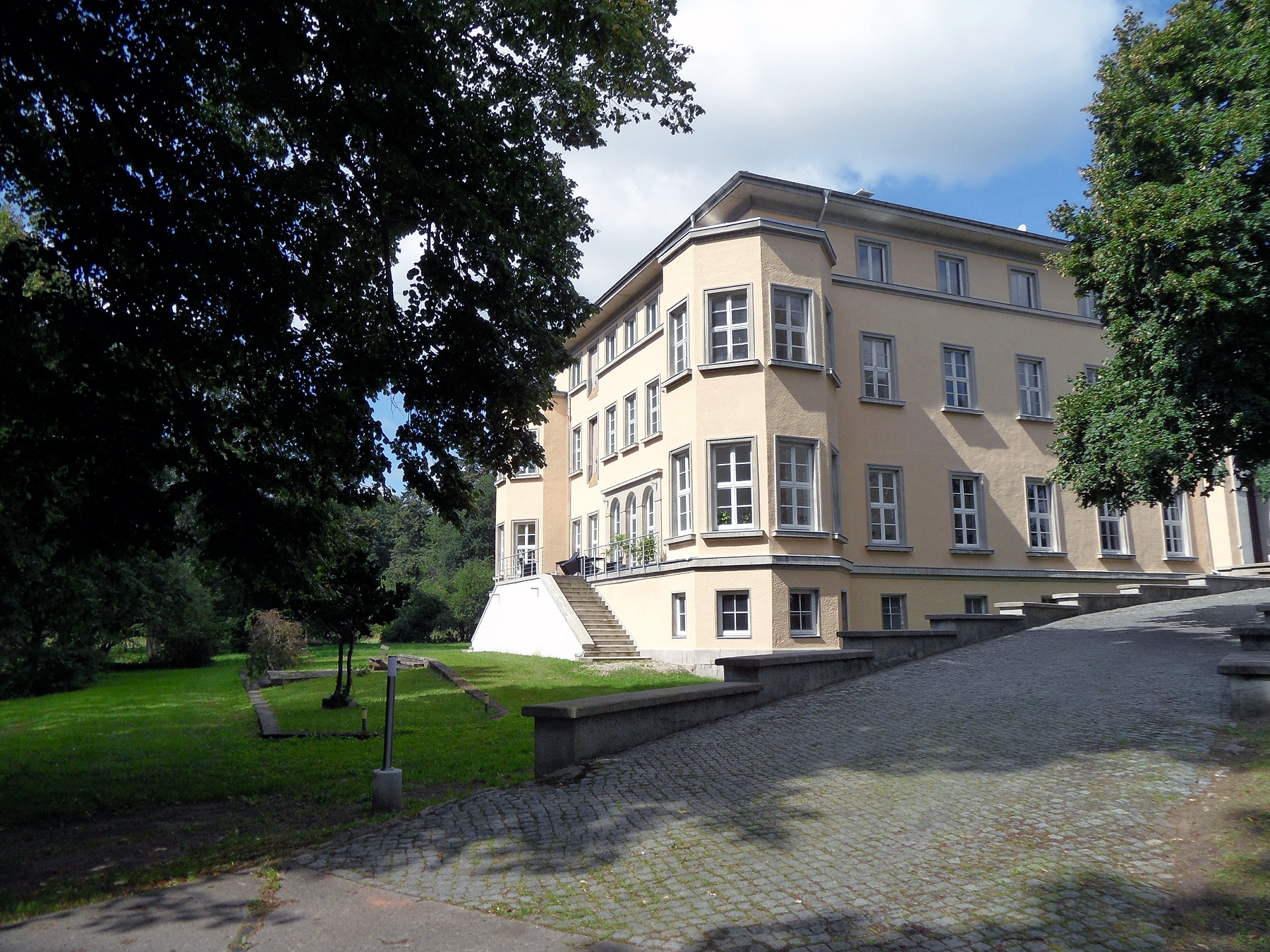
Teilansicht Schloss Vogelsang, 2011
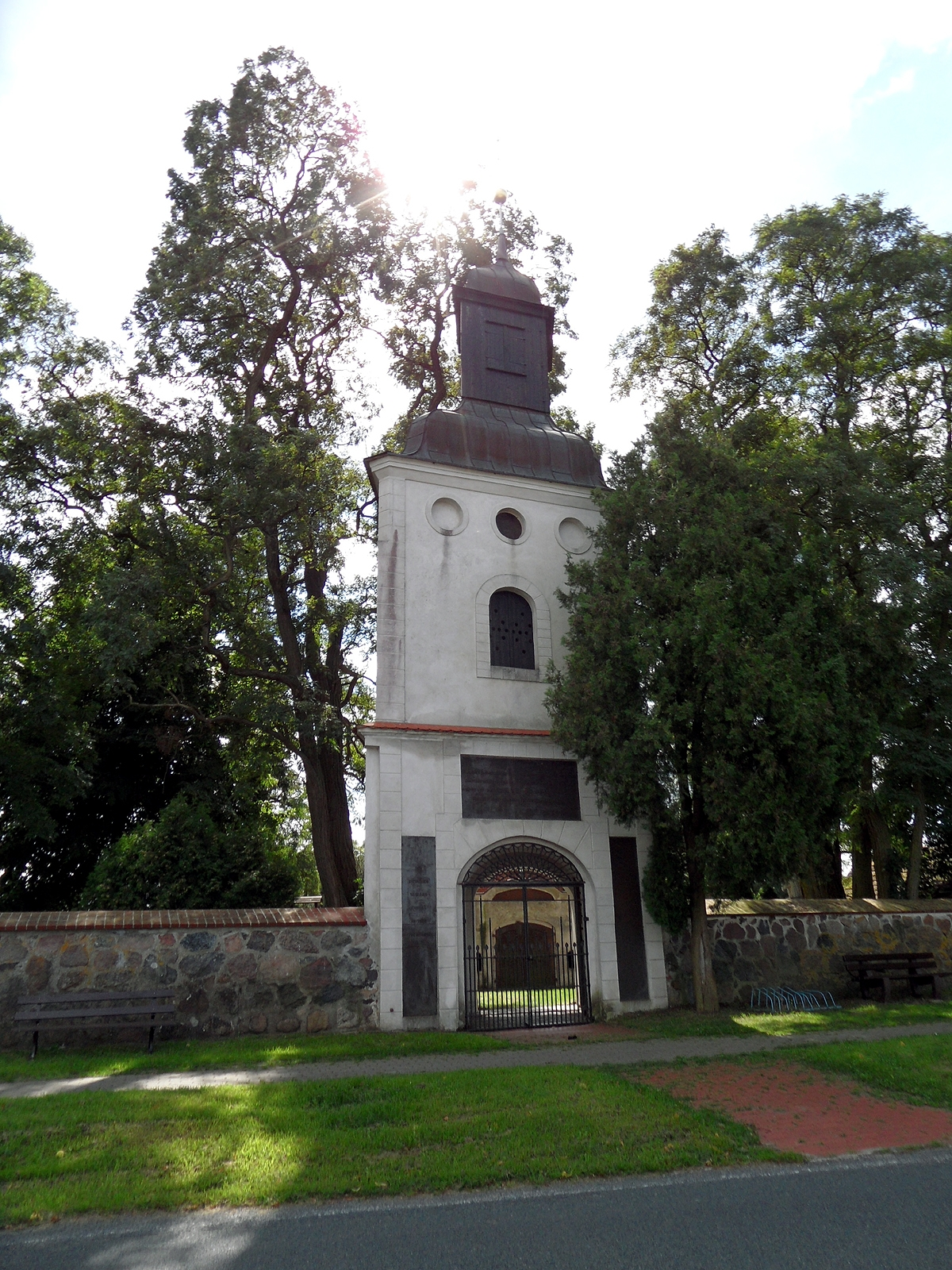
Torturm am Friedhof und Erbbegräbnis derer von Enckevort, 2011
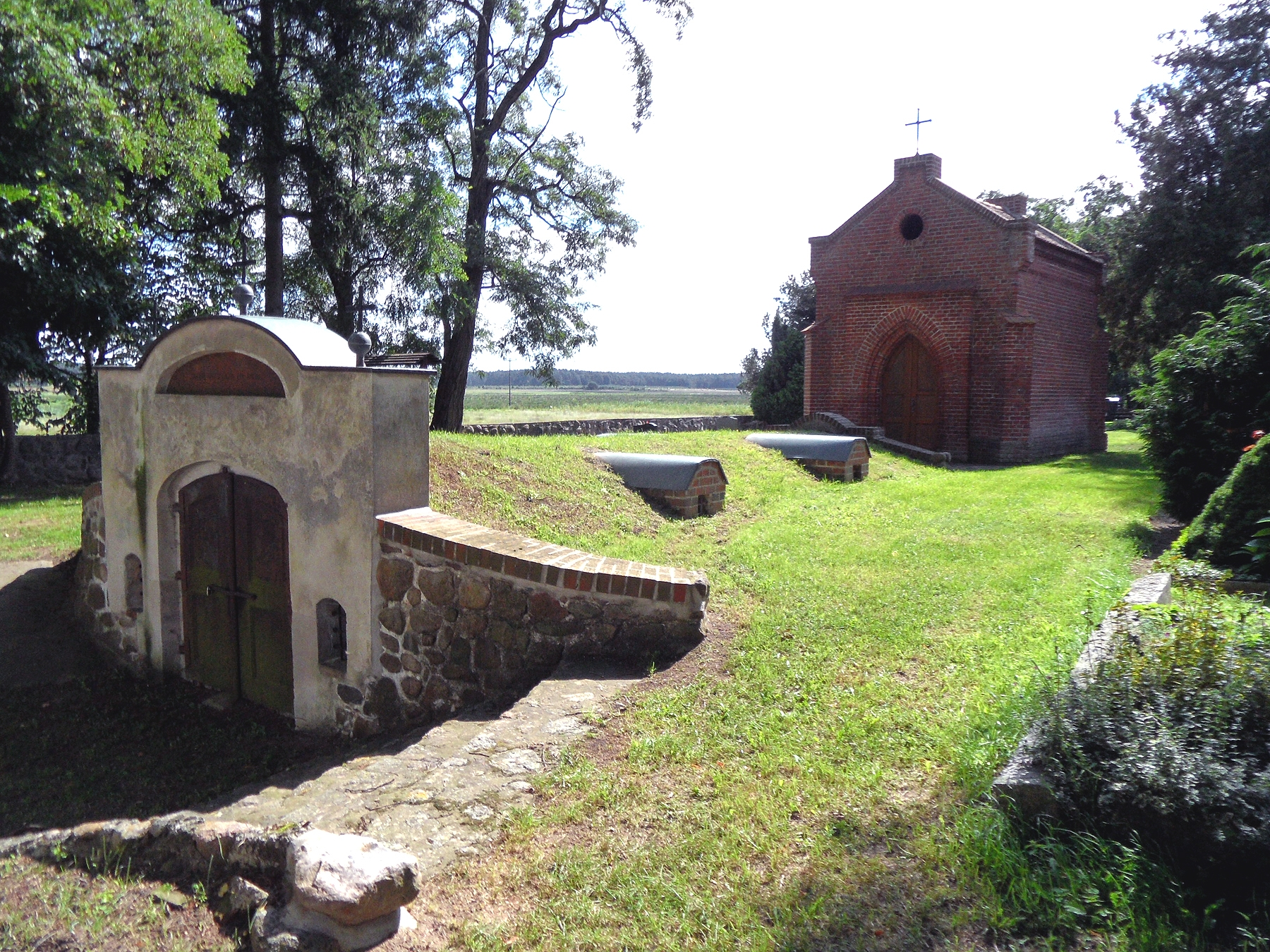
Erbbegräbnisstätte derer von Enckevort, 2011

## Verkehrsanbindung
Von der Bundesstraße 109 erreicht man die Gemeinde über Ueckermünde. Weitere Landstraßen führen von Vogelsang-Warsin nach Altwarp sowie nach Süden über Hintersee in die etwa 32 Kilometer entfernte Gemeinde Löcknitz an der B 104. Durch zwei Bushaltestellen ist das Dorf an den öffentlichen Nahverkehr angeschlossen. In der nahegelegenen Stadt Ueckermünde besteht Bahnanschluss. Vogelsang-Warsin liegt am Berlin-Usedom Radfernweg und wird dementsprechend im Sommer von zahlreichen Fahrradtouristen durchfahren.

## Persönlichkeiten
- Gustav Heinrich von Enckevort (1726–1807), preußischer Justizjurist, Vizepräsident der Pommerschen Regierung
- Gustav von Hackewitz (1804–1873), preußischer Generalmajor
- Eduard Friedrich von Enckevort (1808–1883), preußischer Politiker, Gutsbesitzer
- Bernhard Bohtz (1837–1900), Reichstags- und Landtagsabgeordneter, Landrat
- Adrian von Enckevort (1840–1898), preußischer Politiker und Offizier, Gutsbesitzer